# Margaritaria luzoniensis
Margaritaria luzoniensis är en emblikaväxtart som först beskrevs av Elmer Drew Merrill, och fick sitt nu gällande namn av Airy Shaw. Margaritaria luzoniensis ingår i släktet Margaritaria och familjen emblikaväxter. Inga underarter finns listade i Catalogue of Life.